# Alseodaphne rubriflora
Alseodaphne rubriflora är en lagerväxtart som beskrevs av Kostermans. Alseodaphne rubriflora ingår i släktet Alseodaphne och familjen lagerväxter. Inga underarter finns listade i Catalogue of Life.